# Federazione europea del sindacalismo alternativo
La Federazione europea del sindacalismo alternativo, nota anche con l'acronimo FESAL, è un'organizzazione sindacale europea.

## Storia
Nata a Berlino nel settembre 2003, la Federazione europea del sindacalismo alternativo si pone come alternativa alla Confederazione europea dei sindacati (CES) fino ad allora sindacato unico dell'Unione europea, accusata di concertativismo.
La FESAL si sviluppa subito in ambito educativo raggiungendo varie sigle sindacali di base in vari paesi europei:
- Italia: l'AltrascuolA Unicobas e CIB-UNICOBAS
- Svizzera: Sindacato indipendente studenti e apprendisti (SISA) e Sindacato interprofessionale (SIP)
- Spagna: Confederazione generale del lavoro (Confederación General del Trabajo. CGT)
- Francia: SUD education Grenoble et Paris

Il primo congresso della FESAL si tiene a Locarno (Svizzera) il 29/30 aprile 2006 su invito del sindacato svizzero SISA. In quell'occasione si consuma la prima spaccatura: i delegati francesi infatti accuseranno il sindacato ospitante di non essere libertario e di intrattenere relazioni anche con la FSM (Federazione sindacale mondiale), di matrice comunista e con sede in Grecia e giudicata troppo vicina al governo cubano.
Il congresso eleggerà come coordinatore europeo Davide Rossi (allora responsabile esteri dell'UNICOBAS) e come tesoriere Massimiliano Ay (allora coordinatore del SISA). Nel luglio 2006 il coordinatore rassegna le dimissioni e viene sostituito da Stefano d'Errico (segretario nazionale dell'UNICOBAS). Il SISA sarà in seguito escluso dalla FESAL.